# Atalanta Bergamasca Calcio 1960-1961
Questa pagina raccoglie i dati riguardanti l'Atalanta Bergamasca Calcio nelle competizioni ufficiali della stagione 1960-1961.

## Stagione
La squadra inizia il campionato di Serie A nel peggiore dei modi, perdendo contro l'Inter per 5-1. Tuttavia ottiene la salvezza alla penultima giornata, grazie alla vittoria esterna di Firenze, senza soffrire più di tanto, complice una classifica molto corta.
In Coppa Italia il cammino si interrompe al primo turno a causa della sconfitta contro il Como per 3-2.
I nerazzurri partecipano anche alla Coppa dell'Amicizia, dove affrontano il Nancy, battuto sia all'andata (1-2 in trasferta) che al ritorno (2-0 a Bergamo), contribuendo all'affermazione finale della selezione italiana (di cui l'Atalanta fa parte) su quella francese.

## Rosa
| N. |                   | Ruolo | Calciatore         |
| -- | ----------------- | ----- | ------------------ |
|    | Italia (bandiera) | P     | Angelo Boccardi    |
|    | Italia (bandiera) | P     | Zaccaria Cometti   |
|    | Italia (bandiera) | D     | Giovanni Cattozzo  |
|    | Italia (bandiera) | D     | Piero Gardoni      |
|    | Italia (bandiera) | D     | Giovanni Griffith  |
|    | Svezia (bandiera) | D     | Bengt Gustavsson   |
|    | Italia (bandiera) | D     | Franco Nodari      |
|    | Italia (bandiera) | D     | Alfredo Pesenti    |
|    | Italia (bandiera) | D     | Francesco Pizzi    |
|    | Italia (bandiera) | D     | Livio Roncoli      |
|    | Italia (bandiera) | C     | Vincenzo Gasperi   |
|    | Italia (bandiera) | C     | Tarcisio Oberti    |
|    | Italia (bandiera) | C     | Ambrogio Pelagalli |

| N. |                      | Ruolo | Calciatore          |
| -- | -------------------- | ----- | ------------------- |
|    | Italia (bandiera)    | C     | Giuseppe Setti      |
|    | Italia (bandiera)    | C     | Giorgio Veneri      |
|    | Italia (bandiera)    | A     | Angelo Domenghini   |
|    | Italia (bandiera)    | A     | Fermo Favini        |
|    | Italia (bandiera)    | A     | Arturo Gentili      |
|    | Italia (bandiera)    | A     | Angelo Longoni      |
|    | Italia (bandiera)    | A     | Luciano Magistrelli |
|    | Argentina (bandiera) | A     | Humberto Maschio    |
|    | Italia (bandiera)    | A     | Enrico Nova         |
|    | Italia (bandiera)    | A     | Rinaldo Olivieri    |
|    | Italia (bandiera)    | A     | Giovanni Zavaglio   |
|    | Italia (bandiera)    | C     | Paris               |
|    | Italia (bandiera)    | C     | Giuseppe Taluzzi    |

## Risultati

### Serie A

#### Girone di andata
| Arbitro: | Adami (Roma) |

|                 |           |                                               |
| Magistrelli 69’ | Marcatori | 20’, 40’, 46’ Firmani 45’ Angelillo 52’ Corso |

| Arbitro: | Marchese (Napoli) |

|          |           |                       |
| Nova 55’ | Marcatori | 13’ (aut.) Gustavsson |

| Arbitro: | Sebastio (Taranto) |

|                                            |           |            |
| Morelli 22’ Ferretti 81’ Prenna 89’ (rig.) | Marcatori | 72’ Favini |

| Arbitro: | Samani (Trieste) |

|             |           |             |
| Gentili 30’ | Marcatori | 33’ Mazzero |

| Milano 23 ottobre 1960 5ª giornata | Milan               | 0 – 0 | Atalanta | Stadio San Siro\| Arbitro: \| Francescon (Padova) \| |
| Arbitro:                           | Francescon (Padova) |       |          |                                                      |

| Roma 6 novembre 1960 6ª giornata | Roma             | 0 – 0 | Atalanta | Stadio Olimpico\| Arbitro: \| Di Tonno (Lecce) \| |
| Arbitro:                         | Di Tonno (Lecce) |       |          |                                                   |

| Arbitro: | Angelini (Firenze) |

|                              |           |  |
| Cattozzo 36’ (rig.) Nova 78’ | Marcatori |  |

| Arbitro: | Babini (Ravenna) |

|                       |           |  |
| Gentili 22’, 80’, 83’ | Marcatori |  |

| Arbitro: | Genel (Trieste) |

|                                    |           |                      |
| Vinicio 12’ Campana 16’ Perani 28’ | Marcatori | 7’ (aut.) Santarelli |

| Arbitro: | Sbardella (Roma) |

|               |           |  |
| Brighenti 21’ | Marcatori |  |

| Arbitro: | Sbardella (Roma) |

|          |           |  |
| Nova 76’ | Marcatori |  |

| Napoli 25 dicembre 1960 12ª giornata | Napoli            | 0 – 0 | Atalanta | Stadio San Paolo\| Arbitro: \| Roversi (Bologna) \| |
| Arbitro:                             | Roversi (Bologna) |       |          |                                                     |

| Arbitro: | Angelini (Firenze) |

|             |           |                      |
| Mariani 10’ | Marcatori | 72’ Longoni 75’ Nova |

| Arbitro: | Di Tonno (Lecce) |

|                     |           |                       |
| Nova 4’ Longoni 37’ | Marcatori | 40’ (rig.) 51’ Sivori |

| Arbitro: | Politano (Cuneo) |

|           |           |  |
| Conti 15’ | Marcatori |  |

| Arbitro: | De Marchi (Pordenone) |

|                                          |           |              |
| Longoni 3’, 25’ Magistrelli 68’ Nova 87’ | Marcatori | 12’ Da Costa |

| Arbitro: | Roversi (Bologna) |

|                |           |             |
| Maistrelli 35’ | Marcatori | 41’ Bettini |

#### Girone di ritorno
| Arbitro: | De Marchi (Pordenone) |

|                  |           |                   |
| Firmani 16’, 72’ | Marcatori | 84’ (aut.) Picchi |

| Arbitro: | Agonese (Mestre) |

|                           |           |             |
| Taccola 19’ Montenovo 39’ | Marcatori | 30’ Maschio |

| Arbitro: | Adami (Roma) |

|                    |           |  |
| Zannier 45’ (aut.) | Marcatori |  |

| Arbitro: | Rigato (Mestre) |

|           |           |             |
| Cella 82’ | Marcatori | 70’ Gasperi |

| Arbitro: | De Marchi (Pordenone) |

|                                |           |  |
| Longoni 29’ Maschio 85’ (rig.) | Marcatori |  |

| Bergamo 12 marzo 1961 23ª giornata | Atalanta           | 0 – 0 | Roma | Stadio Comunale\| Arbitro: \| Angelini (Firenze) \| |
| Arbitro:                           | Angelini (Firenze) |       |      |                                                     |

| Arbitro: | Francescon (Padova) |

|                         |           |                          |
| Virgili 37’ Mazzoni 60’ | Marcatori | 7’ Longoni 72’ Pelagalli |

| Arbitro: | Campanati (Milano) |

|             |           |  |
| Savioni 22’ | Marcatori |  |

| Arbitro: | Righetti (Torino) |

|          |           |            |
| Nova 54’ | Marcatori | 45’ Perani |

| Arbitro: | Sebastio (Taranto) |

|  |           |                               |
|  | Marcatori | 25’, 85’ Brighenti 32’ Ocwirk |

| Arbitro: | Parisi (Messina) |

|                     |           |  |
| Bacci 19’, 31’, 50’ | Marcatori |  |

| Arbitro: | Gambarotta (Genova) |

|             |           |             |
| Longoni 29’ | Marcatori | 38’ Barbato |

| Bergamo 7 maggio 1961 30ª giornata | Atalanta         | 0 – 0 | Lazio | Stadio Comunale\| Arbitro: \| Samani (Trieste) \| |
| Arbitro:                           | Samani (Trieste) |       |       |                                                   |

| Arbitro: | Babini (Ravenna) |

|                             |           |                        |
| Boniperti 26’ Mora 49’, 50’ | Marcatori | 63’ Veneri 89’ Maschio |

| Arbitro: | Di Tonno (Lecce) |

|             |           |  |
| Maschio 53’ | Marcatori |  |

| Arbitro: | Francescon (Padova) |

|  |           |         |
|  | Marcatori | 9’ Nova |

| Arbitro: | Roversi (Bologna) |

|                     |           |             |
| Mereghetti 35’, 41’ | Marcatori | 81’ Longoni |

### Coppa Italia

#### Secondo turno
| Arbitro: | Roversi (Bologna) |

|                                      |           |                              |
| Teneggi 10’, 76’ Perversi 71’ (rig.) | Marcatori | 12’ Paris 68’ (rig.) Maschio |

### Coppa dell'Amicizia
| Arbitro: | Schwinte |

|                |           |                                |
| Groschulski 6’ | Marcatori | 13’ Magistrelli 85’ Domenghini |

| Arbitro: | Leita (Udine) |

|                             |           |  |
| Pelagalli 4’ Domenghini 30’ | Marcatori |  |

## Statistiche

### Statistiche di squadra
| Competizione        | Punti | In casa | In casa | In casa | In casa | In casa | In casa | In trasferta | In trasferta | In trasferta | In trasferta | In trasferta | In trasferta | Totale | Totale | Totale | Totale | Totale | Totale | DR |
| Competizione        | Punti | G       | V       | N       | P       | Gf      | Gs      | G            | V            | N            | P            | Gf           | Gs           | G      | V      | N      | P      | Gf     | Gs     | DR |
| ------------------- | ----- | ------- | ------- | ------- | ------- | ------- | ------- | ------------ | ------------ | ------------ | ------------ | ------------ | ------------ | ------ | ------ | ------ | ------ | ------ | ------ | -- |
| Serie A             | 31    | 17      | 7       | 8       | 2       | 22      | 16      | 17           | 2            | 5            | 10           | 13           | 25           | 34     | 9      | 13     | 12     | 35     | 41     | -6 |
| Coppa Italia        |       | -       | -       | -       | -       | -       | -       | 1            | 0            | 0            | 1            | 2            | 3            | 1      | 0      | 0      | 1      | 2      | 3      | -1 |
| Coppa dell'Amicizia |       | 1       | 1       | 0       | 0       | 2       | 0       | 1            | 1            | 0            | 0            | 2            | 1            | 2      | 2      | 0      | 0      | 4      | 1      | +3 |
| Totale              |       | 18      | 8       | 8       | 2       | 24      | 16      | 19           | 3            | 5            | 11           | 17           | 29           | 37     | 11     | 13     | 13     | 41     | 45     | -4 |

### Statistiche dei giocatori
In campionato si aggiungano 3 autoreti a favore.
| Giocatore      | Serie A  | Serie A | Coppa Italia | Coppa Italia | Coppa dell'Amicizia | Coppa dell'Amicizia | Totale   | Totale |
| Giocatore      | Presenze | Reti    | Presenze     | Reti         | Presenze            | Reti                | Presenze | Reti   |
| -------------- | -------- | ------- | ------------ | ------------ | ------------------- | ------------------- | -------- | ------ |
| A. Boccardi    | 3        | -5      | 1            | -1           | -                   | -                   | 4        | -6     |
| Z. Cometti     | 31       | -36     | 1            | -1           | 2                   | -1                  | 34       | -38    |
| G. Cattozzo    | 9        | 1       | -            | -            | -                   | -                   | 9        | 1      |
| P. Gardoni     | 27       | 0       | 1            | 0            | 2                   | 0                   | 30       | 0      |
| G. Griffith    | 27       | 0       | 1            | 0            | -                   | -                   | 28       | 0      |
| B. Gustavsson  | 29       | 0       | -            | -            | -                   | -                   | 29       | 0      |
| F. Nodari      | 0        | 0       | -            | -            | -                   | -                   | 0        | 0      |
| A. Pesenti     | 0        | 0       | -            | -            | 2                   | 0                   | 2        | 0      |
| F. Pizzi       | 0        | 0       | -            | -            | -                   | -                   | 0        | 0      |
| L. Roncoli     | 34       | 0       | 1            | 0            | 2                   | 0                   | 37       | 0      |
| V. Gasperi     | 33       | 1       | 1            | 0            | -                   | -                   | 34       | 1      |
| T. Oberti      | 0        | 0       | -            | -            | -                   | -                   | 0        | 0      |
| A. Pelagalli   | 33       | 1       | 1            | 0            | 2                   | 1                   | 36       | 2      |
| G. Veneri      | 6        | 1       | -            | -            | 2                   | 0                   | 8        | 1      |
| A. Domenghini  | 1        | 0       | -            | -            | 2                   | 2                   | 3        | 2      |
| F. Favini      | 8        | 1       | -            | -            | -                   | -                   | 8        | 1      |
| A. Gentili     | 17       | 4       | -            | -            | -                   | -                   | 17       | 4      |
| A. Longoni     | 29       | 8       | 1            | 0            | 1                   | 0                   | 31       | 8      |
| L. Magistrelli | 26       | 3       | -            | -            | 2                   | 1                   | 28       | 4      |
| H. Maschio     | 24       | 4       | 1            | 1            | 1                   | 0                   | 26       | 5      |
| E. Nova        | 33       | 8       | 1            | 0            | -                   | -                   | 34       | 8      |
| R. Olivieri    | 2        | 0       | -            | -            | 2                   | 0                   | 4        | 0      |
| G. Zavaglio    | 2        | 0       | 1            | 0            | -                   | -                   | 3        | 0      |
| Paris          | -        | -       | 1            | 1            | -                   | -                   | 1        | 1      |
| G. Taluzzi     | -        | -       | -            | -            | 1                   | 0                   | 1        | 0      |
| Donadoni       | -        | -       | -            | -            | 1                   | 0                   | 1        | 0      |
| Setti          | -        | -       | -            | -            | 1                   | 0                   | 1        | 0      |